# William M. Hoffman
William M. Hoffman (New York, 12 aprile 1939 – New York, 29 aprile 2017) è stato un drammaturgo, sceneggiatore e librettista statunitense.

## Biografia
Dichiaratamente omosessuale, William M. Hoffman nacque a New York, figlio di Johanna Papiermeister e Morton Hoffman. La sua carriera teatrale iniziò negli anni 60 nei teatri dell'Off Off Broadway di New York e nel corso della sua carriera fu autore di oltre una dozzina di opere teatrale e libretti. Hoffman è noto soprattutto per il suo dramma As Is che, nel 1985, fu la prima opera teatrale a trattare il tema dell'AIDS nella comunità gay. Il dramma ottenne un buon successo di critica e pubblico e valse allo scrittore il Drama Desk Award e l'Obie Award, oltre che una candidatura al Tony Award alla migliore opera teatrale quando la pièce debuttò a Broadway. Nel 1980 la Metropolitan Opera House gli commissionò il libretto dell'opera I fantasmi di Versailles, che fece il suo debutto al Met nel 1991 con un prestigioso cast che comprendeva Teresa Stratas, Renée Fleming e Marilyn Horne. L'opera fu trasmessa anche in televisione, il che portò a Hoffman una candidatura al Premio Emmy.

## Filmografia (parziale)

### Sceneggiatore
- Una vita da vivere - serie TV, 3 episodi (1991-1993)